# Peacemaker (DC Comics)
Peacemaker (en español: el Pacificador) es el nombre de una serie de superhéroes originalmente propiedad de la editorial Charlton Comics y luego adquiridos por DC Comics. El Peacemaker original apareció por primera vez en Fightin' 5 #40 (noviembre de 1966) y fue creado por el escritor Joe Gill y el artista Pat Boyette.
El Pacificador de Christopher Smith ha aparecido en el Universo Extendido de DC para The Suicide Squad (2021) y en la serie de televisión para Peacemaker (2022) interpretado por el famoso luchador profesional de la WWE llamado John Cena.

## Historia de publicaciones
Peacemaker apareció por primera vez como una serie de respaldo en la historieta del equipo de espías de Charlton Comics Fightin' 5 #40 (noviembre de 1966). Cuando esa serie fue cancelada con el número 41, Peacemaker recibió su propio título que duró cinco números con fecha de portada de marzo a noviembre de 1967, con el equipo Fightin' 5 como serie de respaldo y luego en una reimpresión de bajo tiraje en el sello Modern Comics. Algunas páginas inéditas para un sexto número aparecieron más tarde en línea.
Tras la desaparición de Charlton Comics a mediados de la década de 1980, DC Comics adquirió Peacemaker y lanzó una miniserie de cuatro números con él como protagonista (enero-abril de 1988).

## Biografía del personaje de ficción

### Christopher Smith
Peacemaker es Christopher Smith, un diplomático pacifista tan comprometido con la paz que estaba dispuesto a usar la fuerza como superhéroe para promover la causa. Utiliza una variedad de armas especiales no letales y también funda el Instituto Pax. La mayoría de los villanos a los que se enfrenta son dictadores y caudillos.
Smith luego se entera de que sus esfuerzos por la paz a través de la violencia fueron el resultado de una grave enfermedad mental provocada por la vergüenza de que su padre fue un comandante de un campo de exterminio nazi. Él cree que el espíritu de su padre lo persigue continuamente y critica cada uno de sus movimientos, incluso cuando trata de superar su pasado.
Al convertirse en un justiciero particularmente letal que mataría al menor aviso, comienza a creer que los fantasmas de las personas que mató, o que fueron asesinadas en su vecindad, están reunidos dentro de su casco y pueden ofrecerle consejos y comentarios. Durante un tiempo, Peacemaker se desempeña como agente del gobierno de los Estados Unidos bajo los auspicios de Checkmate, una unidad de fuerzas especiales, que persigue a terroristas hasta que su propio comportamiento se vuelve demasiado extremo. Finalmente estrella un helicóptero para destruir los tanques controlados por el supervillano Eclipso y se reporta muerto.
Su alma aparece en el reino del Purgatorio en la serie limitada Día del Juicio. Un equipo de héroes ha aparecido para reclutar el alma de Hal Jordan, a los guardianes del Purgatorio no les gusta esto y Peacemaker, junto con otros justicieros muertos, se unen y proporcionan suficiente distracción para que el grupo pueda regresar a la Tierra.
Peacemaker aparece más tarde en la secuela de Watchmen, Doomsday Clock, participando en la batalla en Marte contra el Doctor Manhattan.

### Peacemaker de JLI
Otro operativo que usaba el nombre Peacemaker apareció sólo una vez en Justice League International #65, como miembro de los «League-Busters».

### Mitchell Black
Mitchell Black, un cirujano, fue contratado por el «Proyecto Peacemaker», una organización no afiliada al Instituto Pax y al «Proyecto Peacemaker» del gobierno de Estados Unidos. Black reaparecería en la miniserie titulada The L.A.W., reunido con los otros héroes de Charlton Comics adquiridos por DC Comics. Como equipo, investigaron un poderoso ser que tenía como objetivo instalaciones militares. Parecía haber sido asesinado por el supervillano Prometheus en Infinite Crisis #7 durante una batalla para salvar a Metropolis de la destrucción.

### Peacemaker enBlue Beetle
Otro individuo que aparece en la serie pre-Flashpoint Blue Beetle ha reclamado tanto el nombre de Smith como la identidad de Peacemaker, ambas cosas confirmadas por varias pistas, como su eslogan de «amando tanto la paz, mataría por ella», dicho por La Dama para definirlo. Sin embargo, despojado de su casco característico, se le mostró usando la identidad de Mitchell Black antes de decidirse nuevamente por su nombre real.
Un año antes de encontrarse con Jaime Reyes, durante una pelea contra Intergang, se encontró en una pirámide de Bialyan que resultó ser la misma en donde Dan Garrett encontró el escarabajo en años antes. Mientras estaba dentro, accidentalmente entró en contacto con tecnología alienígena que le permitió recibir la base de datos del escarabajo en su mente, explicando la incapacidad del Reach para controlar a Garrett y Reyes. El escarabajo fue dejado en la pirámide con una inteligencia artificial que se descargo a la mente de Smith y funcionaba parcialmente con instrucciones de alto orden, incluidas las necesarias para controlar el anfitrión. Sintiendo la conexión, buscó a Jaime, inicialmente para ver si el chico se convertiría en una amenaza, pero eventualmente se convirtió en un compañero reacio.
Al presenciar la rebelión de Jaime, Reach le implantó a Peacemaker un escarabajo, que estaba inactivo hasta que un anillo de los Sinestro Corps, se puso en contacto la inteligencia artificial y le asignó el control del Sector Espacial 2, incluido el Imperio Reach. Fue enviado a matar a Jaime, pero Jaime interactuó con el escarabajo de Smith y lo ayudó a enfrentar sus miedos internos. Reuniendo suficiente coraje para una última batalla, Smith cortó por la fuerza el escarabajo de su columna, dejándolo herido pero no muerto. Ayudó a defender a la familia de Jaime de un ataque de Reach, y continuó sirviendo como una especie de mentor del tercer Blue Beetle. Al final del volumen «Blue Beetle», Peacemaker deja El Paso; antes de partir, se despide de Jaime y le aconseja que aprenda a ser su propio hombre. Más tarde, hace una aparición en Final Crisis Aftermath: Escape, como un detenido y potencial recluta de la Agencia Global Para la Paz.

## Otras versiones

### Kingdom Come
Peacemaker aparece en un panel de Kingdom Come (1996) del escritor Mark Waid y el artista Alex Ross como miembro del Batallón de Justicia de Magog, junto con el resto de héroes de acción de Charlton.

### Watchmen
El personaje se usó como inspiración para The Comedian en Watchmen de Alan Moore.

### Young Justice
Peacemaker es mencionado en la serie de cómics basada en la serie de televisión Young Justice (#20, 2012), donde se revela que después de que Jaime Reyes se convirtió en el Blue Beetle conoció a Peacemaker.

### Pax Americana
En «Pax Americana», el cuarto número de la serie Multiversity de Grant Morrison y ambientado en Tierra-4, Peacemaker es uno de los protagonistas, junto con Blue Beetle, The Question, Captain Atom, Nightshade y Judomaster; Sarge Steel también tiene una apariencia mayormente fuera del panel.

### Vigilante
En el número 36 de Vigilante (1986), escrito por Paul Kupperberg, ambientado en Nueva Tierra, Peacemaker aparece junto con Dave Winston (Vigilante) para luchar contra los terroristas que secuestran un avión.

## En otros medios

### Cine
- Peacemaker aparece en la película El Escuadrón Suicida (2021),[16] interpretado por el luchador profesional de la WWE John Cena. Él y el Escuadrón Suicida son enviados a la isla Corto Maltese para destruir las instalaciones de investigación Jötunheim y todas las pruebas del misterioso «Proyecto Starfish».

### Televisión

#### Acción
- Christopher Smith es mencionado en el episodio «Equinox: The Book of Fate» de la primera temporada de Black Lightning en donde se dice que es el director ejecutivo del Pax Institute.[17]
- Peacemaker es el protagonista de la serie de televisión homónima de HBO Max, secuela spin-off de El Escuadrón Suicida, que comenzó su producción a principios de 2021[18] y se estrenó en enero de 2022.

#### Animación
Forma parte del grupo en Escuadrón Suicida Isekai

### Videojuegos
Aparece como personaje invitado DLC en Mortal Kombat 1 como parte del Kombat Pack.El personaje cuenta con el rostro y la voz del propio John Cena.